# Der Champ (1931)
Der Champ (OT: The Champ) ist ein US-amerikanisches Filmdrama aus dem Jahr 1931 von King Vidor nach einem Drehbuch von Frances Marion, Leonard Praskins und Wanda Tuchock. Die Hauptrollen spielen Wallace Beery und Jackie Cooper. Der Film erzählt die Geschichte eines gescheiterten Boxers mit Alkoholproblem, der versucht, sein Leben seinem Sohn zuliebe wieder in den Griff zu kriegen.

## Handlung
Andy Purcell ist ein Boxer, der aufgrund alter Erfolge immer noch „Champ“ genannt wird. Mittlerweile ist er dem Alkohol verfallen und ruiniert damit seine Karriere. Er boxt jedoch weiter gegen junge aufkommende Boxer, um für sich und seinen kleinen Sohn Dink das tägliche Brot zu verdienen und für nötigen Getränkenachschub zu sorgen. Als der Champ bei einer Pferdewette eine beträchtliche Summe Geld gewinnt, wird seine Lage endlich wieder hoffnungsvoller. Champ und Dink beschließen, aus dem Boxsport auszusteigen und sich dem Pferderennsport zu widmen. Sie gehen nach Mexiko und werden Rennpferdbesitzer. Dort treffen sie auf Linda, die ebenfalls ein Rennpferd besitzt und Champs Exfrau und Mutter von Dink ist. Um von Champ geschieden zu werden, hatte sie einst das Sorgerecht für ihren Sohn aufgegeben. Dink weiß jedoch nicht, dass Linda seine Mutter ist. Nun ist sie mit dem reichen Tony Carleton verheiratet.
Champ ist im Pferderennsport erfolglos und Tony Carleton bietet ihm 200 US-Dollar, damit Linda ihren Sohn wiedersehen kann. Champ willigt ein. Als Linda jedoch den Jungen für sechs Monate zur Schule schicken möchte, verweigert Champ sich. Dink erkennt mittlerweile, dass Linda seine Mutter ist, bleibt ihr gegenüber jedoch kühl und zurückhaltend. Als Champ beim Spiel all sein Geld und auch sein Pferd verliert, bittet er Linda um Kredit. Sie gibt ihm Kredit gegen das Sorgerecht für Dink. Champ nimmt das Geld und Dink ist untröstlich seinen Vater verlassen zu müssen. Champ verliert das Geld jedoch wieder sehr schnell und kehrt zurück nach New York City.
Als Linda, Dink und Tony eines Tages nach New York kommen, sitzt Champ im Gefängnis. Tony holt ihn heimlich heraus und Champ beginnt wieder mit dem Boxen. Für sein Comeback soll er gegen den mexikanischen Meister antreten. Er beginnt mit seinen Freunden Tim und Sponge zu trainieren. Währenddessen erträgt Dink die Sehnsucht nach seinem Vater nicht mehr und büxt in San Diego aus. Der Junge schlägt sich nach New York durch und kehrt zu seinem Vater zurück. Wieder vereint, schöpft Champ die Hoffnung, den ungleichen Kampf gegen den Mexikaner zu gewinnen, und trainiert noch härter. Sein Sohn und seine Freunde befürchten jedoch, dass der Kampf in einem Desaster enden könnte.
Zum Kampf kommen auch Linda und Tony, die Champ zu erkennen geben, dass Dink bei ihm bleiben könne. Sie befürchten jedoch, dass Champ sich in diesem Kampf schwer verletzen könnte. Der Kampf zeigt schnell, dass der alte Champ dem jungen aggressiven Boxer hoffnungslos unterlegen ist. Runde um Runde muss er härteste Schläge einstecken, bleibt jedoch zunächst auf den Beinen. Als er schließlich zu Boden geht, rettet ihn die Kampfrichterglocke in die Pause. Dink fleht seinen Vater an, das Handtuch zu werfen, doch Champ weigert sich und stellt sich der nächsten Runde. Sein Kontrahent wird nun siegessicher, jedoch unkonzentriert, und Champ kann den Kampf tatsächlich noch gewinnen. Champ ist überglücklich. Er zeigt seinem Sohn das Pferd, das er zurück erstanden hat. Gemeinsam schauen sie in eine glückliche Zukunft, als Champ plötzlich einen Herzinfarkt erleidet. Er wird in den Umkleideraum gebracht und stirbt dort. Dink ist untröstlich und sucht Schutz in den Armen seiner Mutter.

## Auszeichnungen
Der Film war für einen Oscar in den Kategorien „Bester Film“ und „Beste Regie“ nominiert, hatte jedoch gegenüber Menschen im Hotel und Frank Borzage (für Bad Girl) das Nachsehen. Wallace Beery gewann einen Oscar als „Bester Hauptdarsteller“ (zusammen mit Fredric March, der den Preis für Dr. Jekyll und Mr. Hyde bekam), während Frances Marion den Oscar für die „Beste Originalgeschichte“ erhielt.

## Remake
1979 entstand unter der Regie von Franco Zeffirelli ein Remake des Films. Der Champ wurde hier von Jon Voight dargestellt. Faye Dunaway spielte die Mutter und Ricky Schroder den Sohn.